# Лад (Илиноис)
Лад (енгл. Ladd) град је у америчкој савезној држави Илиноис.

## Демографија
По попису из 2010. године број становника је 1.295, што је 18 (-1,4%) становника мање него 2000. године.
| Група             | 2000.         | 2010.         |
| Белци             | 1.261 (96,0%) | 1.191 (92,0%) |
| Афроамериканци    | 1 (0,1%)      | 10 (0,8%)     |
| Азијати           | 1 (0,1%)      | 4 (0,3%)      |
| Хиспаноамериканци | 48 (3,7%)     | 79 (6,1%)     |
| Укупно            | 1.313         | 1.295         |